# Hylesia myops
Hylesia myops är en fjärilsart som beskrevs av Walker 1855. Hylesia myops ingår i släktet Hylesia och familjen påfågelsspinnare. Inga underarter finns listade i Catalogue of Life.